# Il sindaco di Casterbridge (miniserie televisiva)
Il sindaco di Casterbridge (The Mayor of Casterbridge) è una miniserie televisiva britannica in sette puntate, trasmesse per la prima volta nel 1978. È basata sul romanzo del 1886 Il sindaco di Casterbridge (The Mayor of Casterbridge) di Thomas Hardy. La drammatizzazione è a cura di Dennis Potter.
È una miniserie drammatica ambientata nel Devon, in Inghilterra, durante il XIX secolo e incentrata sulla vita di Michael Henchard, un bracciante in difficoltà economiche che arriva a vendere la moglie per far soldi. Venti anni dopo Henchard diventa sindaco ma deve fare i conti con il suo passato.

## Personaggi e interpreti
- Michael Henchard (7 episodi, 1978), interpretato da Alan Bates.
- Elizabeth Jane Henchard (7 episodi, 1978), interpretata da Janet Maw.
- Donald Farfrae (7 episodi, 1978), interpretato da Jack Galloway.
- Lucetta Farfrae (4 episodi, 1978), interpretata da Anna Massey.
- Abel Whittle (4 episodi, 1978), interpretato da Peter Bourke.
- Jopp (4 episodi, 1978), interpretato da Ronald Lacey.
- Carter (4 episodi, 1978), interpretato da Jeffrey Holland.
- Lucetta's Maid (4 episodi, 1978), interpretato da Gillian Brown.
- Mr. Joyce (4 episodi, 1978), interpretato da Alan Rowe.
- Longways (4 episodi, 1978), interpretato da Clifford Parrish.
- Newson (3 episodi, 1978), interpretato da Richard Owens.
- Concy (3 episodi, 1978), interpretato da Douglas Milvain.

## Produzione
La miniserie fu prodotta da British Broadcasting Corporation e girata a Corfe Castle, nel Dorset, e nel Devon in Inghilterra. Le musiche furono composte da Carl Davis. Il regista è David Giles.

## Distribuzione
La serie fu trasmessa nel Regno Unito dal 22 gennaio 1978 al 5 marzo 1978 sulla rete televisiva BBC. In Italia è stata trasmessa con il titolo Il sindaco di Casterbridge.
Alcune delle uscite internazionali sono state:
- nel Regno Unito il 22 gennaio 1978 (The Mayor of Casterbridge)
- negli Stati Uniti il 3 settembre 1978
- in Belgio il 21 settembre 1978
- in Finlandia (Pormestarin tarina)
- in Italia (Il sindaco di Casterbridge)